# Csap (szőlészet)

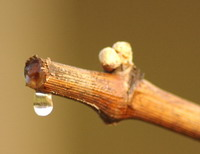
Csak a felső rügy hajt ki.

A szőlő termése majdnem kizárólag a világos rügyekből fakadó hajtásokon található. Ezért a metszés hosszúságát az egy vesszőn meghagyott világos rügyek számával jelölik.
A szőlőtőkéből kinőtt venyigéket vagy még ősszel, de leginkább (a fagyok miatt) tavasszal, részben eltávolítják a tőkékről, részben pedig többé-kevésbé visszametszik. Ha a tőkén maradt venyigét erősen visszametszik, úgy a visszamaradt venyigerészt csapnak nevezik;
- ha az olyan rövid, hogy csak 1-2 szem (rügy) maradt rajta, akkor rövid csap,
- ha ellenben 3-5 szem maradt rajta, akkor hosszú csap a neve.
- ha 6-8 rügyet hagynak rajta, akkor félszálvesszőnek,
- 9 rügyes, vagy ennél hosszabbat szálvesszőnek nevezik.
A tőkén meghagyott világos rügyek összességét terhelésnek nevezik, attól függően, hogy hány rügyet hagynak meg, kicsi, közepes, vagy nagy terhelésről beszélhetünk.
A csap szemeiből fejlődő hajtások hordják a fürtöket. Ősszel a fürtös hajtások megérnek (megfásodnak), venyigékké lesznek; ha ezeket a venyigéket most ősszel vagy tavasszal visszametsszük, akkor belőlük csap lett, s a tavalyi csapnak, mely a mostanit viseli, csercsap a neve.
Ezek figyelembevételével alakultak ki a különböző metszésmódok, melyek közül a rövid csapos, hosszú csapos és a félszálvesszős jelentősek.
E metszési módok alkalmasak a szőlőtőkék felkopaszodásának megakadályozására. A metszetlenül hagyott függőlegesen álló vesszőnek az alsó rügyei a nedvkeringés megindulásakor alva maradnak, csak a felsőkből lesznek erőteljes hajtások. Pl.: Négyrügyes csapon, csak a felsők kifakadása várható, a kétrügyes csap esetén (ha azok nemsérültek), mindkét rügy kihajt. Az alsó rügyekből kisebb, a felsőkből nagyobb termés várható.  